# 전국인민연합
전국인민연합(폴란드어: Narodowe Zjednoczenie Ludowe 나로도베 제드노체니에 루도베[*])은 폴란드의 정당이었다. 1919년 7월 대중인민연합과 폴란드 통일당 내의 옛 당원들이 탈당하여 창당하였고, 1922년 총선에서 폴란드센터를 통해 6석을 흭득하였다. 1923년 8월 하나의 농민정당으로 통합되었다.